# Moana (nome)
Moana  è un nome proprio di persona italiano femminile.

## Origine e diffusione
Nome assai raro, la cui notorietà è dovuta principalmente alla fama dell'attrice pornografica Moana Pozzi; la sua origine è incerta; alcune fonti ipotizzano una connessione con il greco antico μονός (monos, "uno", "solo", "singolo").
Va notato che il nome italiano coincide con un nome māori, sia maschile che femminile, che ha il significato di "oceano", "mare", "grande specchio d'acqua".

## Onomastico
Moana è un nome adespota, ovvero privo di santa patrona; l'onomastico si può festeggiare il 1º novembre, giorno di Ognissanti.

## Persone
- Moana Pozzi, attrice pornografica, conduttrice televisiva e politica italiana

## Il nome nelle arti
- Moana è il nome originale del documentario L'ultimo Eden.
- La principessa Moana è un personaggio del film del 2006 Il labirinto del fauno, diretto da Guillermo del Toro.
- Moana è il nome originale del film Disney Oceania e della sua protagonista Vaiana.